# King Krule

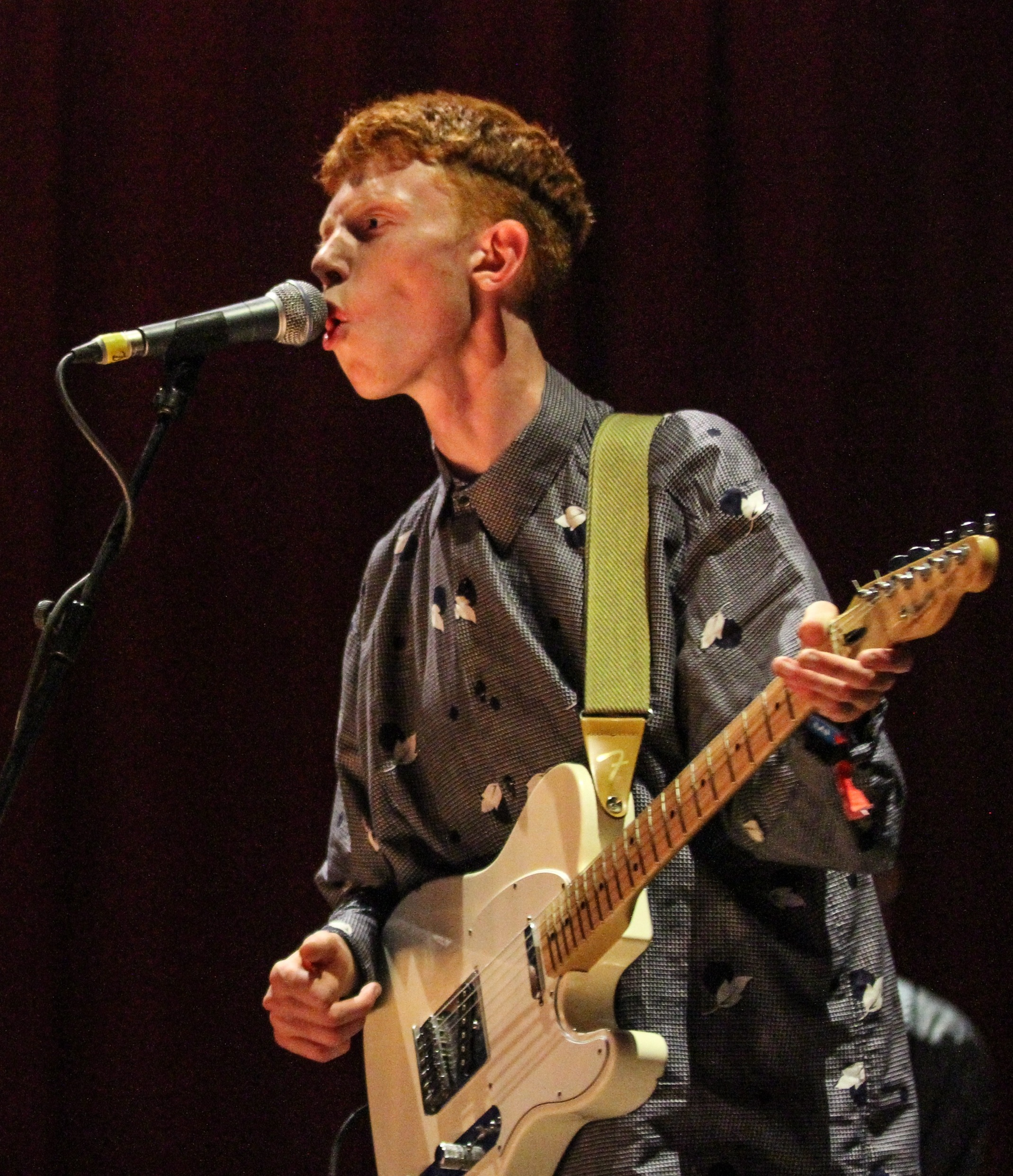
King Krule 2013 auf dem Festival Melt!

Archy Ivan Marshall (* 24. August 1994 in South London), besser bekannt unter seinem Künstlernamen King Krule, ist ein britischer Sänger, Komponist und Produzent.

## Biografie
Der Sohn eines Jazzmusikers und der Künstlerin Lucy Marshall besuchte die Forest Hill School und studierte dann für drei Jahre, zwischen 2008 und 2011, an der BRIT School.
Im Alter 14 Jahren begann er, inspiriert von den Beatles und von Bob Dylan, Musik zu machen unter dem Namen „Zoo Kid“. Unter diesem Künstlernamen veröffentlichte er im April 2010 bei House Anxiety Records seine Debüt-Single Out Getting Ribs, die er zusammen mit zwei Freunden im eigenen Schlafzimmer aufgenommen und gemischt hatte. Ab Juli 2011 trat Marshall unter seinem neuen Namen King Krule auf, der vom Film King Creole inspiriert ist. Am 8. November 2011 veröffentlichte er als King Krule eine gleichnamige EP bei True Panther Sounds. Sein Debüt-Album 6 Feet Beneath the Moon folgte am 24. August 2013, zu seinem 19. Geburtstag.
Im Dezember 2012 gab die BBC bekannt, dass er für die Sound-of-2013-Umfrage nominiert worden ist.
Seine Musik ist eine Mischung aus Jazz, Hip-Hop, Rock, Post-Punk und elektronischer Musik und wurde als Dark Wave beschrieben. Die Inspirationen und Einflüsse sind äußerst unterschiedlich und reichen von Gene Vincent bis zu Fela Kuti und dem Penguin Cafe Orchestra. Marshall macht auch Musik unter den Namen DJ JD Sports und Edgar the Beatmaker, mit denen er deutlich vom Stil als King Krule abweicht.

## Diskografie

### Studioalben
- 2013: 6 Feet Beneath the Moon (XL/True Panther Sounds)
- 2015: A New Place 2 Drown (als Archy Marshall) (XL/True Panther Sounds)
- 2017: The OOZ
- 2020: Man Alive! (XL Recordings)
- 2023: Space Heavy

### EPs
- 2010: U.F.O.W.A.V.E. (eigenveröffentlicht)
- 2010: Out Getting Ribs/Has This Hit 7″, Single (House Anxiety Records)
- 2011: King Krule EP (True Panther)
- 2012: Rock Bottom/Octopus 12″ Single (Rinse)